# Эстрада, Хуан
Хуан Альберто Эстрада (исп. Juan Alberto Estrada) (28 октября 1912 — 28 мая 1985) — аргентинский футболист, вратарь. Дважды Чемпион Южной Америки 1937 года 1941 года.

## Клубная карьера
Эстрада начал свою карьеру в «Спортиво Палермо». В 1933 году он перешёл в «Уракан», где за пять сезонов сыграл 102 матча. В 1938 году Хуан вместе со вторым вратарём «Уракана» Клаудио Ваккой перешли в лучшую команду Аргентины того периода «Бока Хуниорс», где сразу заиграл первым вратарём. 3 апреля 1938 года Эстрада дебютировал за новый клуб. Вместе с «Бокой» Хуан выиграл два Чемпионата Аргентины (1940, 1943) и провёл на поле 142 матча во всех турнирах. В 1943 году, после неудачной игры Эстрады, тренер отдал место в воротах молодому Клаудио Вакке, а Хуан перебрался в Уругвайский «Дефенсор».

## Международная карьера
Эстрада провёл за сборную Аргентины 18 матчей и выиграл два Чемпионата Южной Америки (1937, 1941).

## Достижения

### Клубные
Бока Хуниорс
- Чемпион Аргентины (2): 1940, 1943
- Обладатель Кубка Карлоса Ибаргурена (1): 1940

### Сборные
«Аргентина»
- Чемпион Южной Америки(2): 1937, 1941